# Pacifická hřebenovka
Pacifická hřebenovka, anglicky Pacific Crest Trail, oficiálním názvem Pacific Crest National Scenic Trail, běžně zkráceně PCT, je dálková turistická trasa na západě Spojených států.
Její budování začalo ve 30. letech 20. století, mimo jiné i díky YMCA, oficiálně dokončena byla v roce 1993.
Prochází z větší části pohořími Sierra Nevada a Kaskádové pohoří, které leží 160–240 km východně od amerického pobřeží Tichého oceánu. Stezka vede od hranice s Mexikem na jihu po Britskou Kolumbii v Kanadě, její trasa vede přes státy Kalifornie, Oregon a Washington.
Pacific Crest Trail je 4 286 km dlouhá, pohybuje v nadmořské výšce téměř od samotné hladiny moře až po 4 011 m (Forester Pass). Trasa prochází přes 25 národních lesů a 7 národních parků (Sequoia, Kings Canyon, Yosemite, Lassen Volcanic, Crater Lake, Mount Rainier a Severní Kaskády). Přesná čísla absolventů trailu nejsou k dispozici, jelikož řada lidí projde stezku na pokračování v několika letech. Populárním způsobem projití stezky je tzv. Thru-hiking, tedy projití celé cesty na jeden zátah. Z vydaných povolení pro průchod celé stezky se ročně vydá na putování přes 7 000 lidí, z toho celou cestu dokončí cca 1/7. Absolvování PCT trvá typicky 4-6 měsíců. Pro putující na sever od mexické hranice je nejčastějším měsícem pro začátek trasy duben, kdy jsou v subtropické krajině Kalifornie stále přijatelné denní teploty a typicky i dostatek vody. Ideálním měsícem pro dokončení stezky ke státní hranici USA s Kanadou je srpen a září, jelikož v nastupujícím podzimem hrozí v horách první sníh, což může při dokončení cesty způsobovat značné potíže.  
V USA existují top tři nejvyhlášenější dálkové turistické trasy: PCT, Stezka kontinentálního rozvodí ve Skalnatých horách a Appalačská stezka na východě. Společně jsou všechny tři označovány jako Triple Crown of Hiking.
V roce 2014 kanadský režisér Jean-Marc Vallée natočil film Divočina, jehož děj se odehrává na této stezce.